# Ибупрофен
Ибупрофе́н — лекарственное средство, нестероидный противовоспалительный препарат (далее — НПВП) из группы производных пропионовой кислоты, обладающий болеутоляющим и жаропонижающим действием.
Общие побочные эффекты включают изжогу и сыпь, но по сравнению с другими НПВС он реже вызывает желудочно-кишечные кровотечения. Может увеличивать риск сердечной недостаточности, почечной и печёночной недостаточности. При низких дозах он не увеличивает риска сердечного приступа, однако это возможно при применении в более высоких дозах. Ибупрофен также может ухудшить состояние больных астмой. Пока неясно, безопасно ли применение лекарства на ранних сроках беременности, оно, по-видимому, вредно для более поздних сроков беременности и поэтому не рекомендуется. Как и другие НПВП, ибупрофен действует путём ингибирования выработки простагландинов за счёт снижения активности фермента циклооксигеназы. Ибупрофен может быть более слабым противовоспалительным, чем другие НПВП.
Механизм действия и профиль ибупрофена хорошо изучены, его эффективность клинически доказана, в связи с чем данный препарат входит в список важнейших лекарственных средств Всемирной организации здравоохранения, а также в перечень жизненно необходимых и важнейших лекарственных средств, утверждённый распоряжением Правительства Российской Федерации от 30.12.2009 № 2135-р.

## Общая информация
Ибупрофен является нестероидным противовоспалительным препаратом (НПВП). Обладает противовоспалительной, анальгетической и умеренной жаропонижающей активностью. В основе механизма его действия существенную роль играет ингибирование биосинтеза простагландинов E и F как на центральном, так и на периферическом уровне.
Имеются данные о стимулирующем влиянии ибупрофена на образование эндогенного интерферона и его способности оказывать иммуномодулирующее действие и улучшать показатель неспецифической резистентности организма.
Ибупрофен оказывает при ревматоидном артрите более выраженное действие в начальных стадиях воспалительного процесса без резких изменений суставов. По силе действия он несколько уступает ортофену, индометацину, но лучше переносится.
Применяют для лечения ревматоидного артрита, деформирующего остеоартроза, анкилозирующего спондилита и при различных формах суставных и внесуставных ревматоидных заболеваний, а также болевого синдрома при некоторых воспалительных поражениях периферической нервной системы.
В последнее время ибупрофен всё чаще применяют как антипиретик для симптоматического лечения лихорадочных состояний при инфекционных заболеваниях (грипп, ОРВИ и т. п.), в том числе у детей. С 2007 года в России ибупрофен у детей до года должен применяться по рецепту врача, так как профиль его безопасности уступает парацетамолу, который действует только на центральном уровне. Кроме того, ибупрофен нельзя применять детям-астматикам, хронически болеющим детям, а также пациентам с гастритами и язвой ЖКТ.
На симпозиуме педиатров по боли (Ванкувер, Канада, август 2006 года) компания — производитель оригинального ибупрофена признала, что эффективность препарата уступает парацетамолу в терапевтических дозах, а значит, ибупрофен как по рекомендации Всемирной организации здравоохранения, так и по рекомендациям[уточнить] Минздрава России остаётся препаратом второго выбора для лечения жара и боли у детей (парацетамол был и остаётся препаратом первого выбора для лечения жара и боли у взрослых и детей с 2 мес. жизни, за исключением случая, когда приём парацетамола противопоказан ввиду его гепатотоксичности).
Взрослым и детям старше 14 лет назначают внутрь в виде таблеток по 0,2 г 3—4 раза в день. Для достижения быстрого эффекта доза может быть увеличена до 0,4 г 3 раза в день. По достижении лечебного эффекта суточную дозу уменьшают до 0,6—0,8 г.
Как и все нестероидные противовоспалительные препараты, ибупрофен необходимо принимать строго после еды для снижения риска побочных эффектов.
В отдельных случаях возможны изжога, тошнота, рвота, метеоризм, а также кожные аллергические реакции. При выраженных побочных явлениях уменьшают дозу или прекращают приём препарата.
Осторожность следует соблюдать при назначении препарата лицам, перенёсшим в прошлом язвенную болезнь желудка и двенадцатиперстной кишки, при гастритах, энтеритах, колитах, хронических гепатитах, циррозе печени.

## Медицинское применение
Ибупрофен используется в первую очередь для лечения лихорадки (включая лихорадку после вакцинации), от лёгкой до умеренной боли (включая снятие боли после операции), болезненные менструации, остеоартрит, зубную боль, головные боли и боль от камней в почках.
Он используется для лечения воспалительных заболеваний, таких как ювенильный идиопатический артрит и ревматоидный артрит. Он также используется для лечения перикардита и открытого артериального протока.

### Ибупрофен-лизин
В некоторых странах ибупрофен-лизин (лизиновая соль ибупрофена, иногда называемая либутаном ибупрофена) лицензируется для лечения тех же состояний, что ибупрофен; соль лизина используется, потому что она более водорастворима. В 2006 году Ибупрофен-лизин был одобрен в США Управлением по контролю за продуктами и лекарствами (FDA) для закрытия открытого артериального протока у недоношенных новорождённых весом от 500 до 1500 граммов, которые не старше 32 недель, когда обычные медицинские методы (такой, как ограничение жидкости, диуретики и респираторная поддержка) неэффективны.

### Лечение послеоперационных болей
Ибупрофен в дозе 200 мг и 400 мг даёт высокий уровень облегчения боли примерно у половины пациентов с умеренной или тяжёлой острой послеоперационной болью. Это хороший результат по сравнению с большинством других анальгетиков, испытанный в очень хорошо изученной модели боли, используемой для демонстрации того, что лекарства могут фактически вызывать облегчение боли. Побочных эффектов было не больше, чем при плацебо.

### Лечениеболезни Альцгеймера
Растёт интерес к нестероидным противовоспалительным препаратам (НПВП) для лечения болезни Альцгеймера. Обширные эпидемиологические исследования показали более низкую распространённость когнитивных нарушений у пациентов, получавших длительное лечение НПВП. Исследования животных и клеточных культур свидетельствовали о том, что воспалительные процессы могут быть вовлечены в патогенез болезни Альцгеймера. В результате такие агенты, как ибупрофен, были предложены для лечения людей с БА. Хотя ибупрофен лучше переносится в целом, чем некоторые другие НПВП, такие как индометацин, не было опубликовано рандомизированных контролируемых исследований, посвящённых изучению эффективности этого препарата для лечения людей с БА. Использование ибупрофена для лечения БА в настоящее время не рекомендуется.

### Лечениеболезни Паркинсона
Эпидемиологические или обсервационные исследования были использованы для того, чтобы увидеть, уменьшает ли приём противовоспалительного лекарственного средства риск развития болезни Паркинсона у населения в целом. Было найдено четырнадцать исследований. Исследователи рассматривали как противосудорожные препараты, так и аспирин, а также индивидуальный препарат ибупрофен. В целом, нет никакой пользы от приёма аспирина, но есть небольшое снижение риска развития болезни Паркинсона у людей, принимающих противосудорожные препараты без аспирина. Ибупрофен был исследован изолированно в четырёх исследованиях. Наблюдались преимущества при приёме этого препарата. Однако нет достаточной информации о побочных эффектах приёма противовоспалительных препаратов у людей с болезнью Паркинсона.
Противовоспалительные препараты снижают риск развития болезни Паркинсона, особенно ибупрофен. Тем не менее необходимо провести дополнительные исследования, чтобы определить, какие индивидуальные препараты работают лучше всего, какую дозу принимать и за какой период, у кого (лиц с высоким риском развития болезни Паркинсона или общего населения), до того, как будут сделаны какие-либо рекомендации относительно их использования в предотвращении возникновения болезни Паркинсона.

### Лечениеоткрытого артериального протока
Открытый артериальный проток является распространённым осложнением для недоношенных или очень маленьких детей. ОАП — это открытый сосуд, который направляет кровь из лёгких в организм. Он должен закрываться после рождения, но иногда остаётся открытым из-за преждевременной стадии развития ребёнка. ОАП может привести к угрожающим жизни осложнениям. Индометацин успешно вызывает закрытие ОАП, но может вызвать серьёзные побочные эффекты. Другим вариантом является препарат ибупрофен, который можно назначить, чтобы попытаться предотвратить использование ОАП. Этот обновлённый обзор испытаний показал, что ибупрофен может предотвратить проявление ОАП, но не даёт никаких других краткосрочных или долгосрочных преимуществ.
Было обнаружено 39 исследований (2843 ребёнка), что ибупрофен был столь же эффективен, как и индометацин при закрытии ОАП, вызвал меньшее количество переходных побочных эффектов на почки и уменьшил риск некротизирующего энтероколита — серьёзного состояния, которое влияет на кишечник. Неизвестно вызывает ли ибупрофен какие-либо важные долгосрочные преимущества или недостатки в развитии. Дополнительные долгосрочные последующие исследования до 18-месячного возраста и возраста поступления в школу необходимы для принятия решения о том, является ли ибупрофен или индометацин препаратом выбора для закрытия ОАП.

## Побочные действия
Побочные эффекты включают тошноту, диспепсию, диарею, запор, желудочно-кишечные изъязвления / кровотечения, головную боль, головокружение, сыпь, сохранение соли и жидкости и высокое кровяное давление.
Редкие побочные эффекты включают изъязвление пищевода, сердечную недостаточность, высокий уровень калия в крови, нарушение работы почек, бронхоспазм. Ибупрофен может усугублять астму, иногда — смертельно.
Ибупрофен можно количественно определить в крови, плазме или сыворотке, чтобы продемонстрировать присутствие препарата у человека, испытавшего анафилактическую реакцию, подтвердить диагноз отравления у людей, которые госпитализированы, или помочь в расследовании смерти от лекарственного заболевания. Опубликована монография, касающаяся концентрации ибупрофена в плазме крови, времени с момента приёма пищи и риска развития почечной токсичности у людей, перенёсших передозировку.
Учёные из Дании провели исследование, после которого выяснилось, что препарат причастен к нарушению сердечного ритма у принимавших его людей, а длительное употребление серьёзно увеличивало риск остановки сердца.
Ототоксичен (может ухудшать слух).

### Риск сердечно-сосудистых заболеваний
Было обнаружено, что наряду с несколькими другими НПВП наблюдается риск гипертонии и инфаркта миокарда (сердечный приступ), особенно среди тех, кто лечился с использованием высоких доз. В 2015 году FDA США ужесточило предупреждения повышенного риска сердечного приступа и риска инсульта, связанные с ибупрофеном и связанными с ним НПВП (в частности, напроксеном); аспирин, несмотря на то, что он является НПВП, был специфически исключён, как не подходящий под это предупреждение.

### Кожные реакции
Наряду с другими НПВП, ибупрофен ассоциируется с возникновением буллёзного пемфигоида, более того, является фотосенсибилизирующим агентом, хоть и считается слабым по сравнению с другими членами класса 2-арилпропионовой кислоты. Как и другие НПВП, ибупрофен является чрезвычайно редкой причиной синдрома Стивенса — Джонсона. Ибупрофен также является чрезвычайно редкой причиной токсического эпидермального некролиза.

### Взаимодействия
Употребление алкоголя при приёме ибупрофена может увеличить риск желудочного кровотечения.
Согласно Управлению по контролю за продуктами и лекарствами США (FDA), «ибупрофен может влиять на антитромбоцитарный эффект аспирина с низкой дозой, что потенциально снижает эффективность аспирина при использовании для кардиозащиты и профилактики инсульта». Предоставление достаточного времени между дозами ибупрофена и немедленного высвобождения (ИР) аспирина может избежать этой проблемы. Рекомендуемое истёкшее время между дозой ибупрофена и дозой аспирина зависит от того, какой из них принимается первым. Это было бы 30 минут или более для ибупрофена, взятого после ИР-аспирина, и восемь часов или более для ибупрофена, взятого перед ИР-аспирином. Однако это время не может быть рекомендовано для аспирина с энтеросолюбильным покрытием. Но, если ибупрофен принимается только изредка без рекомендованного времени, снижение кардиозащиты и профилактика инсульта по ежедневной схеме приёма аспирина минимальны.

### Передозировка
Передозировка ибупрофеном — распространённое явление, поскольку он был лицензирован для использования в безрецептурной терапии. Многие случаи передозировки сообщаются в медицинской литературе, хотя частота опасных для жизни осложнений от передозировки ибупрофена низкая. Реакция человека при передозировке варьируется от отсутствия симптомов до летального исхода, несмотря на интенсивное лечение. Большинство симптомов являются следствием избыточного фармакологического действия ибупрофена и включают боль в животе, тошноту, рвоту, сонливость, головокружение, головную боль, звон в ушах и нистагм. К редким, более серьёзным симптомам, относятся желудочно-кишечные кровотечения, судороги, метаболический ацидоз, высокий уровень калия в крови, низкое кровяное давление, медленный сердечный ритм, быстрый сердечный ритм, фибрилляция предсердий, кома, дисфункция печени, острая почечная недостаточность, цианоз и остановка сердца. Тяжесть симптомов варьируется в зависимости от принимаемой дозы и прошедшего времени; однако индивидуальная чувствительность также играет важную роль. Как правило, симптомы, наблюдаемые при передозировке ибупрофена, сходны с симптомами, вызванными передозировкой других НПВП.
Корреляция между выраженностью симптомов и измеренными уровнями ибупрофена в плазме слаба. Токсичные эффекты маловероятны при дозах ниже 100 мг / кг, но могут быть выражены выше 400 мг / кг (около 150 таблеток 200 мг для среднего мужчины); однако большие дозы не указывают на то, что клиническое течение, вероятно, будет смертельным. Точную летальную дозу трудно определить, так как она может варьироваться в зависимости от возраста, веса и сопутствующих состояний отдельного человека.

### Терапия при передозировке
Терапия в значительной степени симптоматическая. На ранних стадиях рекомендуется обеззараживание желудка. Это достигается с использованием активированного угля; уголь адсорбирует препарат, прежде чем он сможет попасть в кровоток. Промывание желудка в настоящее время редко используется, но его можно рассматривать, если количество потребляемого вещества потенциально опасно для жизни, и оно может быть выполнено в течение 60 минут после приёма внутрь. Целенаправленная рвота не рекомендуется. Стандартные меры по поддержанию нормального выхода мочи должны быть введены, а функция почек контролируется. Поскольку ибупрофен обладает кислыми свойствами и также выводится с мочой, принудительный щелочной диурез теоретически выгоден. Однако поскольку ибупрофен сильно связан с белками в крови, экскреция почек неизменённого препарата минимальна. Поэтому вынужденный щелочной диурез имеет ограниченную пользу.

### Риски, связанные с выкидышем
Исследование беременных женщин предполагает, что лица, принимающие какой-либо тип или количество НПВП (включая ибупрофен, диклофенак и напроксен), были в 2,4 раза более склонны к выкидышу, чем те, кто не принимал лекарства. Тем не менее, израильское исследование не обнаружило повышенного риска выкидыша в группе матерей, использующих НПВП.
- Со стороны пищеварительной системы: НПВП-гастропатия (тошнота, рвота, боль в животе, изжога, снижение аппетита, диарея, метеоризм, боль и дискомфорт в эпигастральной области), изъязвления слизистой оболочки ЖКТ (в ряде случаев осложняются перфорацией и кровотечениями); раздражение, сухость слизистой оболочки полости рта или боль во рту, изъязвление слизистой оболочки дёсен, афтозный стоматит, панкреатит, запор, гепатит.
- Со стороны дыхательной системы: одышка, бронхоспазм.
- Со стороны органов чувств: снижение слуха, звон или шум в ушах, обратимый токсический неврит зрительного нерва, нечёткость зрения или диплопия, сухость и раздражение глаз, отёк конъюнктивы и век (аллергического генеза), скотома.
- Со стороны нервной системы: головная боль, головокружение, бессонница, тревожность, нервозность и раздражительность, психомоторное возбуждение, сонливость, депрессии, спутанность сознания, галлюцинации, редко — асептический менингит (чаще у пациентов с аутоиммунными заболеваниями).
- Со стороны ССС: развитие или усугубление СН, тахикардия, повышение АД.
- Со стороны мочевыделительной системы: острая почечная недостаточность, аллергический нефрит, нефротический синдром (отёки), полиурия, цистит.
- Аллергические реакции: кожная сыпь (обычно эритематозная, крапивница), кожный зуд, ангионевротический отёк, анафилактоидные реакции, анафилактический шок, бронхоспазм, лихорадка, мультиформная экссудативная эритема (в том числе синдром Стивенса-Джонсона), токсический эпидермальный некролиз (синдром Лайелла), эозинофилия, аллергический ринит.
- Со стороны органов кроветворения: анемия (в том числе гемолитическая, апластическая), тромбоцитопения и тромбоцитопеническая пурпура, агранулоцитоз, лейкопения.
- Прочие: усиление потоотделения.
- Риск развития изъязвлений слизистой оболочки ЖКТ, кровотечения (желудочно-кишечного, десневого, маточного, геморроидального), нарушений зрения (нарушения цветового зрения, скотомы, амблиопии) возрастает при длительном применении в больших дозах[1].
- Приём ненаркотических обезболивающих (аспирин, ибупрофен и парацетамол) во время беременности повышает риск нарушений развития половых органов у новорождённых мальчиков в виде проявления крипторхизма. Результаты исследования показали, что одновременное использование двух из трёх перечисленных препаратов во время беременности повышает риск рождения ребёнка с крипторхизмом до 16 раз по сравнению с женщинами, не принимавшими этих лекарств[52].

## Взаимодействие
Индукторы микросомального окисления (фенитоин, этанол, барбитураты, рифампицин, фенилбутазон, трициклические антидепрессанты) увеличивают продукцию гидроксилированных активных метаболитов, повышая риск развития тяжёлых гепатотоксических реакций.
Ингибиторы микросомального окисления снижают риск гепатотоксического действия.
Снижает гипотензивную активность вазодилататоров (в том числе БМКК и ингибиторов АПФ), натрийуретическую и диуретическую — фуросемида и гидрохлоротиазида.
Снижает эффективность урикозурических ЛС, усиливает действие непрямых антикоагулянтов, антиагрегантов, фибринолитиков (повышение риска появления геморрагических осложнений), ульцерогенное действие с кровотечениями МКС и ГКС, колхицина, эстрогенов, этанола; усиливает эффект пероральных гипогликемических ЛС и инсулина.
Антациды и колестирамин снижают абсорбцию ибупрофена.
Увеличивает концентрацию в крови дигоксина, препаратов Li+ и метотрексата.
Кофеин усиливает анальгезирующий эффект.
При одновременном назначении ибупрофен снижает противовоспалительное и антиагрегантное действие АСК (возможно повышение частоты развития острой коронарной недостаточности у больных, получающих в качестве антиагрегантного средства малые дозы АСК, после начала приёма ибупрофена).
При назначении с антикоагулянтными и тромболитическими ЛС (алтеплазой, стрептокиназой, урокиназой) одновременно повышается риск развития кровотечений.
Цефамандол, цефаперазон, цефотетан, вальпроевая кислота, пликамицин увеличивают частоту развития гипопротромбинемии.
Миелотоксические ЛС усиливают проявления гематотоксичности препарата.
Циклоспорин и препараты Au усиливают влияние ибупрофена на синтез Pg в почках, что проявляется повышением нефротоксичности. Ибупрофен повышает плазменную концентрацию циклоспорина и вероятность развития его гепатотоксичных эффектов.
ЛС, блокирующие канальцевую секрецию, снижают выведение и повышают плазменную концентрацию ибупрофена.

## Действие

### Фармакодинамика
Нестероидный противовоспалительный препарат (НПВП), оказывает анальгезирующее, жаропонижающее и противовоспалительное действие за счёт неизбирательной блокады обеих форм фермента циклооксигеназы (ЦОГ-1 и ЦОГ-2). Оказывает ингибирующее влияние на синтез простагландинов (Pg). Анальгезирующее действие наиболее выражено при болях воспалительного характера.
Как все НПВП, ибупрофен проявляет антиагрегантную активность.

### Фармакокинетика
Хорошо абсорбируется из ЖКТ. Всасывание незначительно уменьшается при приёме препарата после еды. TCmax при приёме натощак — 45 мин, при приёме после еды — 1,5—2,5 ч, в синовиальной жидкости — 2—3 ч (где создаёт большие концентрации, чем в плазме). Связь с белками плазмы на 90 %. Подвергается пресистемному и постсистемному метаболизму в печени. После абсорбции около 60 % фармакологически неактивной R-формы ибупрофена медленно трансформируется в активную S-форму. В метаболизме препарата принимает участие изофермент CYP2C9. Имеет двухфазную кинетику элиминации с T1/2 2—2,5 ч (для ретард форм — до 12 ч). Выводится почками (в неизменённом виде не более 1 %) и в меньшей степени — с жёлчью.

## Свойства
Белый или почти белый кристаллический порошок, практически нерастворимый в воде, хорошо растворимый в органических растворителях (этанол, ацетон). Представляет собой рацемическую смесь R- и S-энантиомеров.

## История
Синтезирован Стюартом Адамсом и Джоном Николсоном из Boots UK Limited в 1962 году под кодом BTS 13621.
Препарат был зарегистрирован 12 января 1962 г. Британским патентным бюро под названием «Бруфен». Он стал использоваться как рецептурное средство для лечения ревматоидного артрита.
В 1983 году в Великобритании «Нурофен» (ибупрофен) впервые получил статус безрецептурного препарата. Успех «Нурофена» был поистине потрясающий — уже к концу 1985 года более 100 миллионов человек применяли этот препарат.
Самый яркий момент в истории ибупрофена был в 1985 году, когда фирма Boots была удостоена Королевской награды в знак признания научно-технических достижений в разработке этого препарата.
Сегодня ибупрофен представлен в более чем 120 странах мира и эффективно применяется при лечении различного рода болей и лихорадки миллионами людей.

## Применение

### Показания
Воспалительные и дегенеративные заболевания опорно-двигательного аппарата: ревматоидный, ювенильный хронический, псориатический артрит, остеохондроз, невралгическая амиотрофия (болезнь Персонейджа-Тернера), артрит при СКВ (в составе комплексной терапии), подагрический артрит (при остром приступе подагры предпочтительны быстродействующие лекарственные формы), спондилоартрит анкилозирующий (болезнь Бехтерева).
Болевой синдром: миалгия, артралгия, оссалгия, артрит, радикулит, мигрень, головная (в том числе при менструальном синдроме) и зубная боль, при онкологических заболеваниях, невралгия, тендинит, тендовагинит, бурсит, невралгическая амиотрофия (болезнь Персонейджа-Тернера), посттравматический и послеоперационный болевой синдром, сопровождающийся воспалением.
Альгодисменорея, воспалительный процесс в малом тазу, в том числе аднексит, роды (в качестве анальгезирующего и токолитического средства).
Лихорадочный синдром при «простудных» и инфекционных заболеваниях.
Предназначен для симптоматической терапии, уменьшения боли и воспаления на момент использования, на прогрессирование заболевания не влияет.

### Противопоказания
Гиперчувствительность, эрозивно-язвенные заболевания органов ЖКТ (в том числе язвенная болезнь желудка и 12-перстной кишки в стадии обострения, язвенный колит, пептическая язва, болезнь Крона — неспецифический язвенный колит), полное или неполное сочетание бронхиальной астмы, рецидивирующего полипоза носа и околоносовых пазух и непереносимости АСК или др. НПВП (в том числе в анамнезе), нарушения свёртывания крови (в том числе гемофилия, удлинение времени кровотечения, склонность к кровотечениям, геморрагический диатез), активное желудочно-кишечное кровотечение; тяжёлая почечная недостаточность (КК менее 30 мл/мин), черепно-мозговая травма, повышенное внутричерепное давление, внутричерепное кровоизлияние, заболевания зрительного нерва, нарушение цветового зрения, амблиопия, скотома, прогрессирующие заболевания почек, тяжёлая печёночная недостаточность или активное заболевание печени, состояние после проведения аортокоронарного шунтирования, подтверждённая гиперкалиемия, воспалительные заболевания кишечника, третий триместр беременности (категория B в первые два и D в третьем триместре), детский возраст до 2 лет (капли для приёма внутрь), до 3 месяцев (суспензия для приёма внутрь для детей), до 6 лет (таблетки, покрытые оболочкой), до 12 лет (капсулы, капсулы пролонгированного действия).

### С осторожностью
Цирроз печени с портальной гипертензией, гипербилирубинемия, язвенная болезнь желудка и 12-перстной кишки (в анамнезе), гастрит, энтерит, колит; печёночная и/или почечная недостаточность, нефротический синдром; ХСН, артериальная гипертензия; ИБС, цереброваскулярные заболевания, дислипидемия/гиперлипидемия, сахарный диабет, заболевания периферических артерий, курение, КК менее 60 мл/мин, наличие инфекции Н. Pylori, длительное использование НПВП, алкоголизм, тяжёлые соматические заболевания, одновременный приём пероральных ГКС (в том числе преднизолона), антикоагулянтов (в том числе варфарина), антиагрегантов (в том числе клопидогреля), селективных ингибиторов обратного захвата серотонина (в том числе циталопрама, флуоксетина, пароксетина, сертралина), заболевания крови неясной этиологии (лейкопения и анемия), детский возраст (для таблетированных форм — до 6 лет, для суспензии для приёма внутрь — 3 мес).
Детям 0—3 мес назначают только по рекомендации врача.

### Беременность и лактация
Приём ненаркотических обезболивающих (аспирин, ибупрофен и парацетамол) во время беременности повышает риск нарушений развития половых органов у новорождённых мальчиков в виде проявления крипторхизма. Результаты исследования показали, что одновременное использование двух из трёх перечисленных препаратов во время беременности повышает риск рождения ребёнка с крипторхизмом до 16 раз по сравнению с женщинами, не принимавшими этих лекарств.
Во время лактации ибупрофен, наряду с парацетамолом, является одним из самых безопасных выборов. Он не влияет на секрецию молока и попадает в грудное молоко в очень маленьком количестве (меньше, чем 0,6 % материнской дозы). Даже очень большие дозы мало попадают в грудное молоко.

## Режим дозирования
Внутрь, после еды. Взрослым: при остеоартрозе, псориатическом артрите и анкилозирующем спондилоартрите — по 400—600 мг 3—4 раза в сутки. При ревматоидном артрите — по 800 мг 3 раза в сутки; при травмах мягких тканей, растяжениях — 1,6—2,4 г/сут в несколько приёмов. При альгодисменорее — по 400 мг 3—4 раза в сутки; при умеренном болевом синдроме — 1,2 г/сут.
Детям старше 12 лет начальная доза — 150—300 мг 3 раза в сутки, максимальная доза — 1 г, затем — 100 мг 3 раза в сутки; при ювенильном ревматоидном артрите — 30—40 мг/кг/сут в несколько приёмов. Для снижения температуры тела 39,2 град. С и выше — 10 мг/кг/сут, ниже 39,2 град. С — 5 мг/кг/сут.
Суспензия для приёма внутрь — 5—10 мг/кг 3 раза в день: детям в возрасте 3—12 мес — в среднем 50 мг 3—4 раза в сутки, 1—3 лет — 100 мг 3 раза в сутки, 4—6 лет — 150 мг 3 раза в сутки, 7—9 лет — 200 мг 3 раза в сутки, 10—12 лет — 300 мг 3 раза в сутки. При лихорадочном синдроме после иммунизации — 50 мг, при необходимости через 6 ч повторный приём в той же дозе, максимальная суточная доза — 100 мг.
Капли для приёма внутрь: детям в возрасте 2—3 лет (11—15 кг) — по 100 мг (2,25 мл кап = 2 полные пипетки) каждые 6—8 ч, но не более 4 раз в сутки.

## Особые указания
Во время лечения необходим контроль картины периферической крови и функционального состояния печени и почек.
При появлении симптомов гастропатии показан тщательный контроль, включающий проведение эзофагогастродуоденоскопии, анализ крови с определением Hb, гематокрита, анализ кала на скрытую кровь.
Для предупреждения развития НПВП-гастропатии рекомендуется комбинировать с препаратами PgE (мизопростол).
При необходимости определения 17-кетостероидов препарат следует отменить за 48 ч до исследования.
Больные должны воздерживаться от всех видов деятельности, требующих повышенного внимания, быстрой психической и двигательной реакции.
В период лечения не рекомендуется приём этанола (в том числе алкогольных напитков). Для снижения риска развития нежелательных явлений со стороны ЖКТ следует использовать минимальную эффективную дозу минимально возможным коротким курсом.
Согласно информации, имеющейся в распоряжении ВОЗ, использование ибупрофена при лечении пациентов, страдающих COVID-19, не приводит к каким-либо негативным последствиям помимо известных побочных эффектов, ограничивающих его применение в определённых случаях. ВОЗ не выпускала рекомендаций по ограничению использования ибупрофена при лечении инфекции COVID-19.

## Исследования
Ибупрофен иногда используется для лечения акне из-за его противовоспалительных свойств и продавался в Японии для лечения взрослого акне. Как и в случае других НПВП, ибупрофен может быть полезен при лечении тяжёлой ортостатической гипотензии (низкое кровяное давление при стоянии). В некоторых исследованиях ибупрофен показал превосходные результаты по сравнению с плацебо в профилактике болезни Альцгеймера, когда его давали в низких дозах в течение длительного времени.
Ибупрофен ассоциируется с более низким риском болезни Паркинсона и может задержать или предотвратить его. Аспирин, другие НПВП и парацетамол (ацетаминофен) не влияли на риск развития болезни Паркинсона. В марте 2011 года исследователи из Гарвардской медицинской школы объявили в неврологии, что ибупрофен оказывает нейропротекторное действие на риск развития болезни Паркинсона. Сообщалось, что у людей, регулярно потребляющих ибупрофен, риск заболеть болезнью Паркинсона на 38 % ниже, но такой эффект не обнаружен для других болеутоляющих средств, таких как аспирин и парацетамол. Использование ибупрофена для снижения риска болезни Паркинсона у населения в целом не будет беспроблемным, учитывая возможность неблагоприятного воздействия на мочевую и пищеварительную системы.
Некоторые растительные препараты могут быть опасными в сочетании с ибупрофеном и другими НПВП (особенно с аспирином), но необходимы дополнительные исследования. Риск связан с антитромбоцитарной активностью этих препаратов, что повышает вероятность кровотечений. Это прежде всего препараты на основе гинкго, чеснока, имбиря, черники, донг-квая, пиретрума, женьшеня, куркумы, таволги и ивы. А также содержащие кумарин (ромашка, пустырник, конский каштан, пажитник), красный клевер и тамаринд.